# Xa lộ Liên tiểu bang H-2
Xa lộ Liên tiểu bang H-2 (tiếng Anh: Interstate H-2, viết tắt H-2) là xa lộ liên tiểu bang nằm trên đảo O‘ahu thuộc tiểu bang Hawai‘i của Hoa Kỳ.  H-2 cũng còn được biết với tên là Xa lộ cao tốc Tưởng niệm Cựu chiến binh. Mặc dù nó mang số chẵn nhưng nó là một xa lộ liên tiểu bang bắc–nam—bộ mã số 'H' (dành cho tiểu bang Hawaii) chỉ phản ánh thứ tự mà theo đó xa lộ được cấp quỹ liên bang và xây dựng. Điểm đầu phía nam của nó nằm ở Xa lộ Liên tiểu bang H-1 trong Pearl City, và điểm đầu phía bắc của nó nằm ở Đường Wilikina (Xa lộ 99) tại Wahiawā gần Doanh trại quân đội Schofield và Sân bay Lục quân Wheeler.

## Mô tả xa lộ

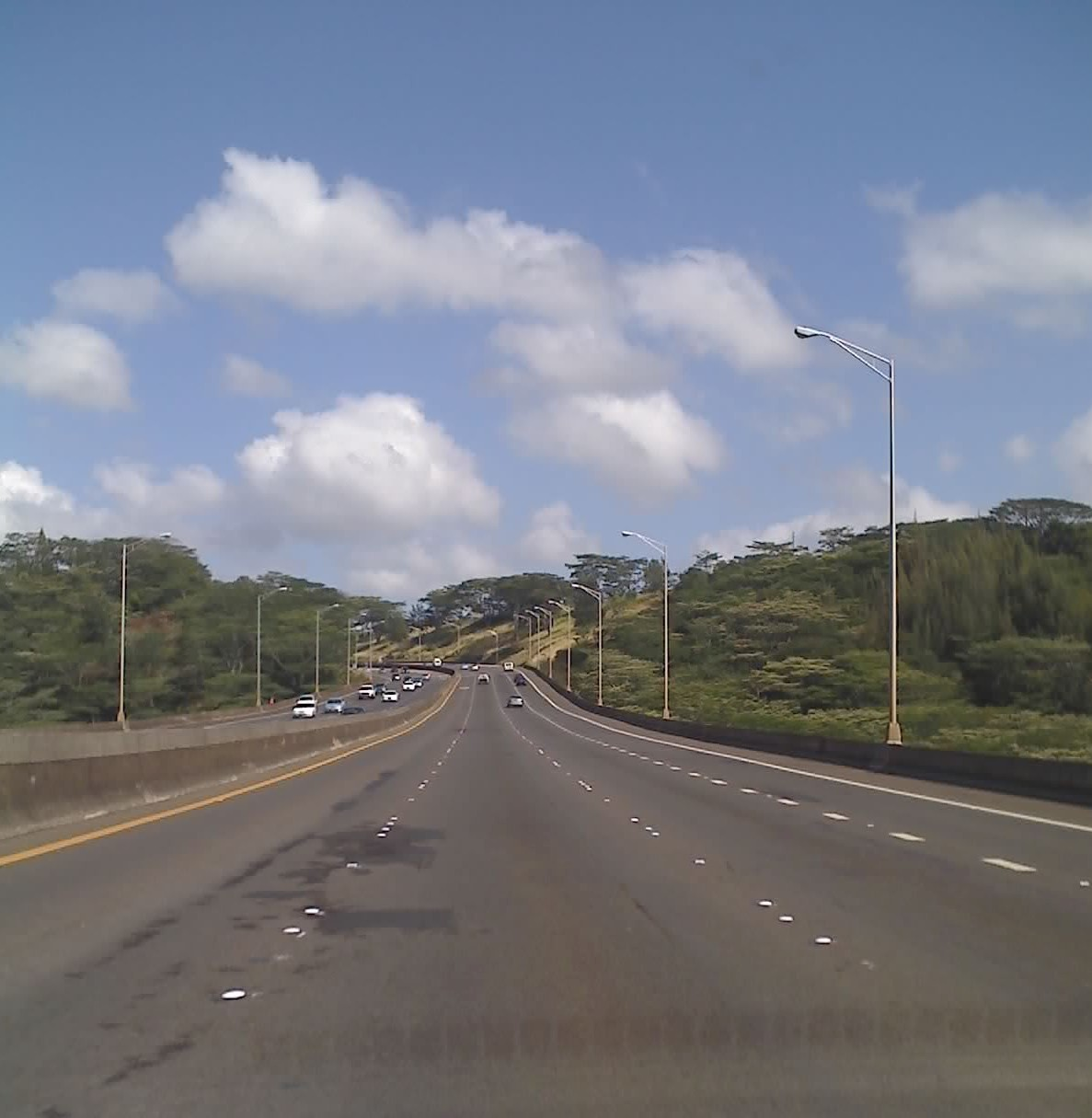
Xa lộ Liên tiểu bang H-2, chiều đi hướng bắc gần Mililani.

Xa lộ Liên tiểu bang H-2 bắt đầu tại nút giao thông lập thể Waiawa với Xa lộ Liên tiểu bang H-1.  Xa lộ đi theo hướng bắc/nam bằng 4 làn xe mỗi chiều, đi qua khu dân cư Waipio của Waipahu và qua thành phố Mililani.  Tại điểm này, xa lộ thu hẹp lại trong đoạn cuối dài 3 dặm (5 km) khi nó đến điểm kết thúc của nó tại Wahiawa, gần Sân bay Lục quân Wheeler và Doanh trại quân đội Schofield.